# Liste von Söhnen und Töchtern der Stadt Antwerpen
Diese Liste umfasst – ohne Anspruch auf Vollständigkeit – in der belgischen Stadt Antwerpen geborene und mit einem Artikel in der deutschsprachigen Wikipedia vertretene Personen:

## 13. Jahrhundert
- Hadewych von Antwerpen (≈ 1200–1260), mittelniederländische Dichterin

## 15. Jahrhundert
- Jacob Barbireau (≈1455–1491), Komponist
- Daniel Bomberg (1470/80–1549), wurde berühmt durch seine Offizin in Venedig

## 16. Jahrhundert

### 1501 bis 1570
- Jacob Bording (1511–1560), flämischer Mediziner und Kgl. Leibarzt
- Cipriano de Rore (1515/16–1565), niederländischer Komponist
- Catarina van Hemessen (1527/28 – n. 1583), Malerin
- Abraham Ortelius (1527–1598), niederländischer Geograph und Kartograph
- Pieter van der Heyden (≈1530 – n. 1572), Kupferstecher
- Matthias Wesenbeck (1531–1586), flämischer Jurist
- Johann Bökel (1535–1605), Mediziner
- Simon Pereyns (≈1535–1589), Maler
- Gillis de Greve (≈1541–1604), Kaufmann und Mäzen
- Gillis Coignet (≈1542–1599), Renaissance-Maler
- Hans van Steenwinckel der Ältere (≈1545/50–1601), Architekt, Baumeister und Bildhauer
- Petrus Wesenbeck (1546–1603), flämischer Jurist
- Lorenz Alleintz (v. 1550 – 1626), Kantor und Lehrer
- Guillaume de Berghes (1551–1609), Jurist, Philosoph und Bischof
- Martin Anton Delrio (1551–1608), Jesuit und Hexentheoretiker
- Andreas Schott (1552–1629), Jesuit, Linguist und Hochschullehrer
- Hans de Ries (1553–1638), niederländischer Mennonit
- Emanuel Adriaenssen (≈1554–1604), Lautenist, Musikpädagoge und Komponist
- Johann von Bodeck (1555–1631), Bankier, erster Guldenmillionär in Frankfurt am Main
- Jan Gruter (1560–1627), Schriftsteller und Polyhistor
- Daniel Soreau (≈1560–1619), Stilllebenmaler
- Tobias Verhaecht (1561–1631), Maler und Zeichner des späten Manierismus
- Adam van Noort (1562–1641), Maler
- Joos de Momper (1564–1635), niederländischer Maler
- Anthonie Schetz (1564–1640/41), Militärführer
- Sara Cranen (≈1565–1637), Seidenhändlerin
- Johann von Geldern (1567–1620), Logiker, Hochschullehrer und -rektor
- Joachim van den Hove (1567/70–1620), flämisch-niederländischer Komponist und Lautenist
- Abraham Janssens van Nuyssen (1567 o. 1573/75 – v. 1632), niederländischer Maler
- Johann von Fuchte (1568–1622), evangelischer Theologe und Professor in Helmstedt
- Pieter Bast (≈1570–1605), niederländischer Zeichner, Kupferstecher und Kartograph

### 1571 bis 1600
- Theodor Galle (1571–1633), niederländischer Kupferstecher
- Johann Rodenberg (1572–1617), niederländischer Theologe und Dichter
- Jacobus Boonen (1573–1655), Jurist und Bischof
- Sebastian Vrancx (1573–1647), Genre- und Schlachtenmaler
- Hendrik van Balen der Ältere (≈1575–1632), niederländischer Maler flämischer Herkunft
- Cornelius Galle der Ältere (1576–1650), niederländischer Kupferstecher
- Laurentius Beyerlinck (1578–1627), katholischer Theologe
- Katharina Belgica von Oranien-Nassau (1578–1648), Tochter des Fürsten Wilhelm I. von Oranien-Nassau
- Anton Mirou (1578 – v. 1627), flämischer Maler
- Frans Snyders (1579–1657), flämischer Maler
- Frans Hals (1580/85–1666), niederländischer Maler
- Gaspar de Crayer (1584–1669), Maler
- Joost Hals (1584/85–1626), niederländischer Maler
- Pieter Snayers (1592–≈1667), flämischer Maler
- Cornelis de Wael (1592–1667), Maler
- Jacob Jordaens (1593–1678), flämischer Maler
- Clara Peeters (1594–1658), Malerin
- Jacob van Es (1596–1666), flämischer Maler
- Theodoor Rombouts (1597–1637), Maler
- Cornelis Schut (1597–1655), Maler
- Jacobus Wemmers (1598–1645), Karmelit und Apostolischer Vikar in Äthiopien
- Anthonis van Dyck (1599–1641), flämischer Maler
- Jean-François Senault (1599–1672), französischer Oratorianer, Kanzelredner und theologischer Schriftsteller
- Jan Cossiers (1600–1671), Maler und Zeichner
- Alexander Keirincx (1600–1652), flämischer Landschaftsmaler des Barock
- Jean-Michel Picart (≈1600–1682), flämisch-französischer Stilllebenmaler und Kunsthändler

## 17. Jahrhundert
- Frans Ykens (1601–1693), flämischer Maler
- Pieter Meulener (1602–1654), Schlachtenmaler
- Gertruida van Veen (1602–1643), Malerin
- Simon de Vos (1603–1676), Maler, Zeichner und Kunstsammler
- Frans Luycx (1604–1668), kaiserlicher Kammermaler
- Maria van Valckenisse (1605–1658), Mystikerin und Gründerin des Karmel von Oirschot
- Artus Quellinus I. (1609–1668), niederländischer Bildhauer
- Jan Fyt (1611–1661), Maler
- Jan van den Hoecke (1611–1651), niederländischer Maler
- Franciscus Baes (1615–1670), Jesuit
- Pieter Verbruggen (1615–1686), flämischer Bildhauer des Barock
- Cornelius Galle der Jüngere (≈1615–1678), niederländischer Kupferstecher
- Abraham van den Hecken (≈ 1615–1660), Maler des Barock
- Catharina Peeters (1615 – n. 1676), Malerin
- Hans Witdoeck (≈1615–?), niederländischer Kupferstecher
- Nicolaas I van Eyck (1617–1679), Porträt- und Genremaler
- Hieronymus Galle (1625–1679), Maler
- Nikolaus van Hoy (1631–1679), Maler, Zeichner und Kupferstecher in Wien
- Isaac Chaim Senior Teixeira (1631–1705), Kaufmann, Resident und Führer einer jüdischen Gemeinde
- Frans de Neve (1632 – n. 1704), Maler, Zeichner und Druckgraphiker
- Johann Baptist Hacque (≈1634–1678), kaiserlicher Hofbuchdrucker in Wien
- Gaspar Peeter Verbruggen der Ältere (1635–1681), flämischer Maler
- Maria Theresa van Thielen (1640–1706), Malerin
- Johann van Ghelen (1645–1721), Buchdrucker
- Pieter Verbruggen der Jüngere (1648–1691), flämischer Bildhauer, Zeichner, Radierer und Steinhändler
- Jan van Helmont (1650 – n. 1714), Porträt- und Genremaler
- Pieter van Bloemen (1657–1720), flämischer Maler
- Jan Frans van Bloemen (1662–1749), flämischer Landschaftsmaler
- Alexander van Papenhoven (1668–1759), Bildhauer
- Jan Pieter van Bredael der Jüngere (1683–1735), Schlachten-, Jagd-, Landschafts- und Vedutenmaler
- Franz Bernardin Verbeck (1686–1756), Weihbischof in Münster
- Ignatius van der Beken (1689–1774), Genre-, Porträt- und Stilllebenmaler
- Ägid Verhelst (1696–1749), Bildhauer
- Jan Baptist Xavery (1697–1742), flämischer Bildhauer
- Peter Jakob Horemans (1700–1776), flämischer Maler

## 18. Jahrhundert
- Jacques Verberckt (1704–1771), Bildhauer, Kunsttischler, Stuckateur und Ornamentkünstler
- Henri-Jacques de Croes (1705–1786), Komponist und Violinist
- Ludwig zu Salm-Salm (1721–1778), Wild- und Rheingraf, Fürst
- Antoine Tassaert (1727–1788), flämischer Bildhauer
- Philippe Joseph Tassaert (1732–1803), flämischer Maler, Schabstecher und Kunsthändler
- Willem Jacob Herreyns (1743–1827), flämischer Porträt- und Historienmaler
- Andreas Bernardus de Quertenmont (1750–1835), flämischer Zeichner, Maler, Kupferstecher und Radierer
- François Sainte de Wollant (1752–1818), niederländisch-russischer Militäringenieur
- Amand Vanderhagen (1753–1822), flämischer Klarinettist, Bassetthornist, Dirigent, Komponist und Musikpädagoge
- Jean Charles van Rotterdam (1759–1834), Mediziner, Professor; der erste Rektor der Universität Gent
- Maria Jacoba Ommeganck (1760–1849), flämische Malerin
- Jan Frans van Dael (1764–1840), flämischer Dekorations-, Blumen- und Früchtemaler
- Christian Pfaff (1770–1845), deutscher Handelsmann
- Mathieu Ignace van Brée (1773–1839), Architekt, Bildhauer, Lithograf, Radierer, Historien- und Porträtmaler
- Martin Verstappen (1773–1853), Landschaftsmaler und Lithograph
- Franz Katz (1781–1851), deutscher Maler, Kunstlehrer, -händler und -sammler
- Mathias Barion von Zellthal (1785–1871), k. u. k. Generalmajor sowie Kommandant, Direktor und Ritter
- Philippe Jacques van Bree (1786–1871), belgischer Maler
- Ferdinand de Braekeleer (1792–1883), Maler
- Louis Ricquier (1792–1884), Maler und Kunstpädagoge
- Jakob Josef Eeckhout (1793–1861), Lithograph, Genre-, Historien- und Porträtmaler

## 19. Jahrhundert

### 1801 bis 1830
- Antoon Van Ysendyck (1801–1875), Genre-, Porträt- und Historienmaler
- Karel Hendrik Geerts (1807–1855), neugotischer Bildhauer
- Joseph Geefs (1808–1885), Bildhauer
- Louis Antoine Carolus (1814–1865), Genremaler und Radierer
- Jozef Cornelius Correns (1814–1907), Porträt-, Genre- und Kirchenmaler
- Johan Alfried de Laet (1815–1891), Schriftsteller
- Jozef Linnig (1815–1891), Marine- und Landschaftsmaler, Radierer
- Aloys Geefs (1816/17–1841), Bildhauer und Maler
- Adrien de Braekeleer (1818–1904), Maler
- Willem Linnig der Ältere (1819–1885), Historien- und Genremaler, Radierer
- Egide Linnig (1821–1860), Marine- und Landschaftsmaler, Radierer
- Gottlieb Heinrich Legler (1823–1897), Schweizer Ingenieur
- Théophile Verbist (1823–1868), Gründer der Kongregation vom Unbefleckten Herzen Mariens, Missionar in China
- Alexandre Markelbach (1824–1906), Genre- und Kirchenmaler
- Franciscus Gerard van Bloemen Waanders (1825–1892), Kolonialbeamter und Politiker
- Jean Geefs (1825–1860), Bildhauer
- Adolf Lindgens (1825–1913), deutscher Unternehmer
- Johan van Rotterdam (1825–1877), Schriftsteller
- Auguste Serrure (1825–1902), Genre- und Historienmaler
- Henri Jacques Bource (1826–1899), Porträt-, Genre- und Historienmaler
- Johannes Overbeck (1826–1895), deutscher Archäologe
- Eugène Smits (1826–1912), Porträtmaler
- Franz Vinck (1827–1903), Genremaler und Kunstpädagoge
- François Lamorinière (1828–1911), Landschaftsmaler und Radierer
- Florent Crabeels (1829–1896), Genre- und Landschaftsmaler sowie Radierer
- Charles Geefs (1829–1911), Bildhauer und Maler
- Joseph Callaerts (1830–1901), Komponist und Carillon-Spieler

### 1831 bis 1870
- Victor Jacobs (1838–1891), Politiker
- Henriëtte Mayer van den Bergh (1838–1920), Kunstsammlerin und Kuratorin
- Pierre Jean Van der Ouderaa (1841–1915), Maler
- Willem Linnig der Jüngere (1842–1890), Porträt- und Genremaler, Radierer
- Jozef van Reeth (1843–1923), Jesuit, Missionar und Bischof
- Albert Dillens (1844–1892/1915), Maler
- Thomas Vinçotte (1850–1925), Bildhauer und Medailleur
- Adele Meurer (1852–1923), deutsche Frauenrechtlerin
- Maria Belpaire (1853–1948), Schriftstellerin
- Emanuel Alphonsus van den Bosch (1854–1921), flämischer Kapuziner und römisch-katholischer Missionsbischof in Pakistan
- Georges Eekhoud (1854–1927), französischsprachiger Schriftsteller
- Pierre Jacques Dierckx (1855–1947), Genremaler, Aquarellist und Dekorateur
- Léon Abry (1857–1905), Maler
- Leo Van Aken (1857–1904), Genre- und Porträtmaler
- Henri Cassiers (1858–1944), Maler, Aquarellist, Plakatkünstler und Illustrator
- Edgard Farasijn (1858–1938), Genre-, Kinder- und Vedutenmaler sowie Kupferstecher
- Henri Houben (1858–1931), Maler
- Willem Albracht (1861–1922), Maler
- Léon Brunin (1861–1949), Maler und Radierer sowie Kunstpädagoge
- Jacques Doré (1861–1929), Maler und Grafiker
- Arthur van Gehuchten (1861–1914), Neurologe und Anatom
- Max Elskamp (1862–1931), Dichter
- Henry van de Velde (1863–1957), Maler, Architekt, Gründer der Kunstgewerbeschule Weimar
- René de Knyff (1865–1955), französischer Automobilrennfahrer und Vorsitzender der Motorsportvereinigung CSI
- Aloïs De Laet (1866–1949), Landschafts- und Figurenmaler
- Martin Langen (1866–1926), deutscher Lyriker und Dramatiker
- Emile De Beukelaer (1867–1922), Sportfunktionär
- Lieven Gevaert (1868–1935), Industrieller
- Leopold Haeck (1868–1928), Landschafts- und Genremaler sowie Radierer
- Victor Charles Hageman (1868–1938), Genre- und Porträtmaler
- Anny Kernkamp (1868–1947), Malerin
- Albert Langen (1869–1909), deutscher Verleger und Gründer des Simplicissimus
- Georges Lecointe (1869–1929), Artillerieoffizier, Astronym, Hydrograph und Antarktisforscher
- Albert Grisar (1870–1930), Segler

### 1871 bis 1890
- Richard F. Peltzer (1872–1926), belgisch-deutscher Unternehmer und Hamburger Reeder
- André Baillon (1875–1932), Schriftsteller
- Louis Huybrechts (1875–1963), Regattasegler
- Henri Oedenkoven (1875–1935), Mitbegründer des alternativen Siedlungsprojektes „Monte Verità“
- Ferdinand Périer (1875–1968), römisch-katholischer Geistlicher
- Eugeen Van Mieghem (1875–1930), Maler
- Flor Alpaerts (1876–1954), Dirigent und Komponist
- Léon Huybrechts (1876–1956), Regattasegler
- Joseph Posenaer (1876–1935), Genre- und Landschaftsmaler
- Charles Van Den Bussche (1876–1958), Regattasegler
- Guillaume Visser (1880–1952), Ruderer
- Désiré Beaurain (1881–1963), Fechter
- Alfred Leber (1881–1954), deutscher Augen- und Tropenmediziner, Hochschullehrer
- Arthur Navez (1881–1931), Genre- und Stilllebenmaler
- Armand d’Orchymont (1881–1947), Koleopterologe
- Willy de l’Arbre (1882–1952), Regattasegler
- Marcel Berré (1882–1957), Fechter
- Willem Elsschot (1882–1960), niederländischsprachiger Schriftsteller
- François Rom (1882–1942), Fechter
- Karel Candael (1883–1948), Komponist, Dirigent und Musikpädagoge
- Felix De Roy (1883–1942), Journalist und Amateurastronom
- Carl Philipp Hentze (1883–1975), Sinologe und Maler
- Albert-Edouard Janssen (1883–1966), Hochschullehrer, Politiker und Finanzminister
- Émile Otto (1883 – n. 1926), Radsportler
- Karel Verbist (1883–1909), Radsportler
- Charles-Marie Courboin (1884–1973), US-amerikanischer Organist
- Robert Germain (1884 – n. 1958), belgisch-deutscher Genre-, Landschaftsmaler und Grafiker
- Fernand de Montigny (1885–1974), Fechter und Hockeyspieler
- Eugène Auwerkeren (1885–1981), Turner
- Frédéric Bruynseels (1888–1959), Segler
- Herman Donners (1888–1915), Wasserballspieler
- Lode van der Linden (1888–1960), Maler und Architekt
- Léon Tom (1888–?), Fechter und Bobsportler
- Georges Willems (1888–?), Ruderer
- Henri Hens (1889–1963), Radsportler
- Victor Van Straelen (1889–1964), Zoologe, Paläontologe, Museumsdirektor
- Ann Codee (1890–1961), belgisch-US-amerikanische Schauspielerin
- Georges Hellebuyck (1890–1975), Regattasegler
- Pierre Nijs (1890–1939), Wasserballspieler

### 1891 bis 1900
- Maurice van den Bemden (1891–1967), Tennis- und Hockeyspieler
- Joseph De Craecker (1891–1975), Fechter
- Ernest Gevers (1891–1965), Fechter
- Werner Ackermann (1892–1982), deutscher Schriftsteller, Verleger und Miteigentümer der Künstlerkolonie Monte Verità
- Florimond Cornellie (1894–1978), Segler
- Pierre Dewin (1894–?), Wasserballspieler
- Alphonse Marie Van den Bosch (1894–1973), römisch-katholischer Ordensgeistlicher, Bischof von Matadi
- Jean Washer (1894–1972), Tennisspieler
- Robert Guiette (1895–1976), Dichter und Romanist
- Kyriena Siloti (1895–1989), US-amerikanische Musikpädagogin
- Jean-Pierre Vermetten (1895–1977), Schwimmer und Wasserballspieler
- Paul van Ostaijen (1896–1928), flämischer Dichter
- François Claessens (1897–1971), Turner
- Suzanne Tassier (1898–1956), Historikerin und Feministin
- Willem Verhulst (1898–1975), flämischer Nationalist und Offizier der flämischen SS
- Marnix Gijsen (1899–1984), Autor
- Gaspard Lemaire (1899–1979), Schwimmer
- Maurice Gilliams (1900–1982), Dichter und Schriftsteller
- Robert Oboussier (1900–1957), Schweizer Komponist, Musikwissenschafter und -kritiker

## 20. Jahrhundert

### 1901 bis 1910
- Stanislas Dockx (1901–1985), Dominikaner und Philosoph
- Michel Seuphor (Pseudonym von Ferdinand Berckelaers; 1901–1999), Maler, Graphiker, Kunstkritiker
- Louis De Ridder (1902–1981), Eishockeyspieler, Bobfahrer und Eisschnellläufer
- Louis Delannoy (1902–1968), Radrennfahrer
- Rik Hoevenaers (1902–1958), Radrennfahrer und Weltmeister
- Paul van Cuyck (1903–1985), Unternehmer und Automobilrennfahrer
- George Koltanowski (1903–2000), Schachspieler
- Willy Kreitz (1903–1982), Eishockeyspieler, Olympiateilnehmer und Bildhauer
- Frédérique Petrides (1903–1983), US-amerikanische Dirigentin
- Marcel Wittrisch (1903–1955), deutscher Tenor
- Joseph Callens (1904–1979), Schwimmer und Wasserspringer
- André Cluytens (1905–1967), Dirigent
- Jean De Clercq (1905–1984), Fußballspieler
- Jef Maes (1905–1996), Komponist und Professor
- Robert De Kers (1906–1987), Jazztrompeter
- Georges Ronsse (1906–1969), Radrennfahrer
- Maurice Van Essche (1906–1977), belgisch-südafrikanischer Maler
- Émile de Strycker (1907–1978), Klassischer Philologe und Jesuit
- Karel De Schrijver (1908–1992), Komponist und Professor
- Reuben Hecht (1909–1993), israelisch-schweizerischer Unternehmer, Politikberater
- Marcel Leclef (1909 – n. 1956), Bobfahrer
- Norbert A. Luyten (1909–1986), Dominikaner und Philosoph
- Gustave Roth (1909–1982), Profi-Boxer, Welt- und Europameister
- Renaat Braem (1910–2001), Architekt und Stadtplaner
- Jean Servais (1910–1976), Schauspieler

### 1911 bis 1920
- Carl Allmann (1911 – n. 1962), deutscher Politiker, Bürgermeister und Landrat
- Charles Jay (1911–1988), französischer Komponist
- Hedwig Klein (1911 – verm. 1942), deutsche Islamwissenschafterin
- Isidor Springer (1912–1942), Résistance-Kämpfer der „Roten Kapelle“
- Edward Vissers (1912–1994), Radrennfahrer
- Eugene Deckers (1913–1977), Schauspieler
- Ernest van der Eyken (1913–2010), Komponist und Dirigent
- Willy Michaux (1913–2002), Radrennfahrer
- Willy Vandersteen (1913–1990), Comiczeichner
- Paul de Roubaix (1914–2004), Filmregisseur und -produzent
- Edward Schillebeeckx (1914–2009), Ordensmann und Theologe
- Jan Van Cauwelaert (1914–2016), römisch-katholischer Bischof des Bistums Inongo im Kongo
- Eligius Dekkers (1915–1998), Benediktiner, Abt
- Willy Calewaert (1916–1993), Politiker
- Albertus Casteleyns (1917–1974), Wasserballspieler und Bobfahrer
- La Esterella (1919–2011), Sängerin (Oh! Lieve Vrouwetoren)
- Paul de Man (1919–1983), US-amerikanischer Literaturtheoretiker, Literaturkritiker und Philosoph
- Jean Bingen (1920–2012), Klassischer Philologe
- Raymond Bogaert (1920–2009), Althistoriker
- Georges Follman (1920–1994), Komponist und Dirigent
- Marcel Mariën (1920–1993), Dichter, Schriftsteller, Künstler, Fotograf und Kunstkritiker

### 1921 bis 1930
- Roger De Pauw (1921–2020), Radrennfahrer
- Louis Van Schil (1921–2006), Radrennfahrer
- Jack Sels (1922–1970), Jazz-Saxophonist, Arrangeur, Komponist
- Guy Thys (1922–2003), Fußballtrainer
- Nat Neujean (1923–2018), Bildhauer (Tim und Struppi)
- Charles M. Poser (1923–2010), amerikanischer Neurologe und Hochschullehrer
- Jacques Sternberg (1923–2006), Schriftsteller
- Emile Vandenbosch (v. 1924 – n. 1963), Radrennfahrer und Schrittmacher
- Ghislain Cloquet (1924–1981), Kameramann
- Karl Istaz (1924–2007), Ringer und Wrestler
- Roger Asselberghs (1925–2013), Jazzmusiker
- Bob De Moor (1925–1992), Comiczeichner
- Angèle Durand (1925–2001), Sängerin und Schauspielerin
- Paul Van Hoeydonck (1925–2025), Künstler
- Dora van der Groen (1927–2015), Schauspielerin, Film- und Theaterregisseurin
- Wilfrid Stinissen (1927–2013), Karmelit, geistlicher Schriftsteller und Exerzitienmeister
- Constant Huysmans (1928–2016), Fußballspieler
- David Jacoby (1928–2018), israelischer Historiker
- Louis Marischal (1928–1999), Komponist und Musiker
- Bob Mendes (1928–2021), Kriminalschriftsteller und Gründer der Genootschap van Vlaamse Misdaadauteurs
- Henri Garcin (1929–2022), Theater- und Filmschauspieler
- Ulu Grosbard (1929–2012), US-amerikanischer Theater- und Filmregisseur
- Willem Kersters (1929–1998), Komponist, Professor und Musiker
- Jan Vansina (1929–2017), Ethnologe und Historiker
- Paul Bairoch (1930–1999), Wirtschaftshistoriker
- Ruth Brouwer (1930–2020), Bildhauerin und Medailleurin
- Henri Coppens (1930–2015), Fußballspieler und -trainer
- Jacqueline Fontyn (* 1930), Komponistin und Professorin
- Jef Geeraerts (1930–2015), Krimi-Schriftsteller
- Françoise Mallet-Joris (1930–2016), belgisch-französische Schriftstellerin

### 1931 bis 1940
- Jozef Mewis (1931–2025), Ringer
- Elias Stein (1931–2018), US-amerikanischer Mathematiker
- Freddy Sunder (1931–2016), Jazzmusiker und Arrangeur
- Karel Oomen (1932–2022), Ringer
- Mike Zinzen (1932–2013), flämischer Jazzmusiker und Clubbesitzer
- Jean-François Borel (* 1933), Mikrobiologe und Immunologe
- Myriam Sarachik, geb. Morgenstein (1933–2021), US-amerikanische Physikerin und Professorin
- Dirk van Damme (1934–1997), Patristiker
- Jos De Bakker (* 1934), Bahnradsportler
- Yitzhak Mayer (1934–2020), israelischer Diplomat
- Christian Oeyen (* 1934), altkatholischer Theologe
- Marc Rich (1934–2013), Finanzinvestor und Rohstoffhändler
- Lily Sverner (1934–2016), jüdische belgisch-brasilianische Fotografin
- André Nelis (1935–2012), Regattasegler
- Aimé Verhoeven (1935–2021), Ringer
- Cel Overberghe (* 1937), Künstler und Musiker
- Mordecai Paldiel (* 1937), Historiker
- Fred Van Hove (1937–2022), Improvisationsmusiker
- Martine Franck (1938–2012), Fotografin
- André Valardy (1938–2007), Schauspieler und Regisseur
- Louis Vanhemelrijck (1938–2017), Fußballspieler und -trainer
- Benjamin Katz (* 1939), deutscher Fotograf
- Edgard Gijsen (1940–2008), brasilianischer Ruderer
- Panamarenko (1940–2019), Bildender Künstler
- Roger Van Hool (1940–2023), Schauspieler

### 1941 bis 1960
- Werner Lambersy (1941–2021), Dichter
- John Vermeulen (1941–2009), Schriftsteller
- Ludo Janssens (* 1942), Radrennfahrer
- Frank Sels (1942–1986), Comiczeichner und -autor
- Etienne van der Vieren (* 1943), Radrennfahrer
- Jean Walschaerts (* 1943), Radrennfahrer
- Jos van Immerseel (* 1945), Cembalist, Pianist und Dirigent
- Guillaume Bijl (1946–2025), Konzeptkünstler
- René Desaeyere (* 1947), Fußballspieler und -trainer
- Raymond Detrez (* 1948), Historiker
- Rik Van Linden (* 1949), Radrennfahrer
- Kris De Bruyne (1950–2021), Sänger
- Frans Van Den Wijngaert (* 1950), Fußballschiedsrichter
- Carl Verbraeken (* 1950), Komponist
- Anne-Mie van Kerckhoven (* 1951), Künstlerin
- Christine Van Den Wyngaert (* 1952), Rechtswissenschaftlerin
- Luc Mishalle (* 1953), Jazzmusiker und Orchesterleiter
- Ludo Coeck (1955–1985), Fußballspieler
- Ronald Desruelles (1955–2015), Leichtathlet
- Regi Van Acker (* 1955), Fußballtrainer
- Patrick Janssens (* 1956), Politiker, Bürgermeister von Antwerpen
- Moshe Leiser (* 1956), Opernregisseur
- Maarten van Severen (1956–2005), Möbeldesigner
- Marc Stern (1956–2005), Kantor, Rabbiner, Lehrer und Autor
- Gerolf Annemans (* 1958), Politiker
- Jan Fabre (* 1958), Bildender Künstler, Autor, Regisseur und Choreograph
- Henri Mollin (* 1958), Skirennläufer

### 1961 bis 1980
- Jan Broeckx (* 1961), Balletttänzer und -tanzlehrer
- Philippe Verellen (1962–2002), Automobilrennfahrer
- Dirk Beliën (* 1963), Filmregisseur
- Karin Berger (* 1963), österreichische Politikerin
- Erwin Vann (* 1963), Jazzmusiker
- Frank Verleyen (1963–2019), Radrennfahrer
- Ronny Huybrechts (* 1965), Dartspieler
- Claus Schick (* 1968), deutscher Politiker (SPD)
- Els Callens (* 1970), Tennisspielerin
- Sébastien Godefroid (* 1971), flämischer Segler und Weltmeister
- Alex Agnew (* 1972), Kabarettist und Sänger
- Tom Barman (* 1972), Musiker (dEUS, Magnus), Filmemacher
- Sarah Bettens (* 1972), Musikerin
- Didier Dheedene (* 1972), Fußballspieler
- Alexandra Coomber (* 1973), britische Skeletonpilotin
- Philippe Clement (* 1974), Fußballspieler und -trainer
- Pieter Abbeel (* 1977), Informatiker
- Matthias Schoenaerts (* 1977), Schauspieler
- Jeffrey Van Hooydonk (* 1977), Autorennfahrer
- Tia Hellebaut (* 1978), Hochspringerin und Mehrkämpferin
- Geert de Baere (* 1979), Jurist
- Davidi Kitai (* 1979), Pokerspieler (Kitbul)

### 1981 bis 2000
- Joachim Badenhorst (* 1981), Jazzmusiker
- Aline Sax (* 1984), Historikerin und Schriftstellerin
- Kobe Van Cauwenberghe (* 1984), Gitarrist
- Kim Huybrechts (* 1985), Dartspieler
- Nik Raivio (* 1986), amerikanisch-deutscher Basketballspieler
- Tom Van Grieken (* 1986), Politiker
- Thomas Briels (* 1987), Hockeyspieler
- Mousa Dembélé (* 1987), Fußballspieler
- Tom van Walle (* 1987), Beachvolleyballspieler
- Tom Van Rompuy (* 1987), Automobilrennfahrer
- Ritchie De Laet (* 1988), Fußballspieler
- Christophe De Meulder (* 1988), Pokerspieler
- Matthias De Meulder (* 1988), Pokerspieler
- Radja Nainggolan (* 1988), belgisch-indonesischer Fußballspieler
- Nils Vroemans (* 1988), Eishockeyspieler
- Toby Alderweireld (* 1989), Fußballspieler
- Kelly Druyts (* 1989), Radrennfahrerin
- Lenie Onzia (* 1989), Fußballspielerin
- Funso Ojo (* 1991), Fußballspieler
- Laetitia Beck (* 1992), israelische Golferin
- Mattn, geb. Anouk Matton (* 1992), EDM-DJ
- Nabou Claerhout (* 1993), Jazzmusikerin
- Nicolas De Kerpel (* 1993), Hockeyspieler
- Romelu Lukaku (* 1993), belgisch-kongolesischer Fußballspieler
- Alpaslan Öztürk (* 1993), belgisch-türkischer Fußballspieler
- Maxime Pellegrims (* 1993), Eishockeyspieler
- Mats Rits (* 1993), Fußballspieler
- Coely, bürgerl. Coely Mbueno (* 1994), Rapperin
- Jordan Lukaku (* 1994), belgisch-kongolesischer Fußballspieler
- Davy Roef (* 1994), Fußballtorhüter
- Xenia Smits (* 1994), belgisch-deutsche Handballspielerin
- Dimitri Van den Bergh (* 1994), Dartspieler
- Arthur Van Doren (* 1994), Hockeyspieler
- Boli Bolingoli (* 1995), Fußballspieler
- Michaël Geerts (* 1995), Tennisspieler
- Quinten Hermans (* 1995), Radrennfahrer
- Michael Somers (* 1995), Leichtathlet
- Anouchka Hack (* 1996), deutsche Cellistin
- Laura Tesoro (* 1996), Sängerin und Schauspielerin
- Loic Van Doren (* 1996), Hockeytorwart
- Ilias Chair (* 1997), Fußballspieler
- Paulien Couckuyt (* 1997), Leichtathletin
- Senna Miangue (* 1997), Fußballspieler
- Julien Ngoy (* 1997), kongolesisch-belgischer Fußballspieler
- Billy Denis (* 1998), Eishockeyspieler
- Jorn Vancamp (* 1998), Fußballspieler
- Kim Vanreusel (* 1998), Skirennläuferin
- Gilles Magnus (* 1999), Automobilrennfahrer
- Mike Trésor Ndayishimiye (* 1999), burundisch-belgischer Fußballspieler
- Munia Smits (* 1999), Handballspielerin
- Mile Svilar (* 1999), belgisch-serbischer Fußballtorhüter
- Olivier Deman (* 2000), Fußballspieler
- Jérémie Makiese (* 2000), Sänger

## 21. Jahrhundert
- Tijl De Decker (2001–2023), Radrennfahrer
- Yari Verschaeren (* 2001), Fußballspieler
- Koni De Winter (* 2002), Fußballspieler
- Jérémy Doku (* 2002), Fußballspieler
- Ignace Van der Brempt (* 2002), Fußballspieler
- Ngal’ayel Mukau (* 2004), kongolesisch-belgischer Fußballspieler
- Noah Adedeji-Sternberg (* 2005), Fußballspieler
- Alexander Blockx (* 2005), Tennisspieler
- Matheu Hinzen (* 2006), niederländischer Schauspieler, Sänger und Moderator